# Xenodermidae
Xenodermidae (лат.) — семейство змей надсемейства Colubroidea.

## Распространение
Восточная, Южная и Юго-Восточная Азия.

## Описание
Мелкого и среднего размера рептилии, менее 80 см длиной, но обычно менее 55 см. Ведут скрытный, вероятно ночной образ жизни, обычно населяя влажные леса.

## Классификация
Некоторые авторы использовали по отношению к семейству название Xenodermatidae, однако в 2015 Сэведж указал, что так как название типового рода Xenodermus имеет мужской грамматический род, то образованное от него название семейства должно быть Xenodermidae. 
Xenodermidae имеют базальное положение на филогенетическом дереве надсемейства Colubroidea. Однако, окончательная позиция не установлена и они могут иметь сестринское положение к остальным Colubroidea или же их сестринский таксон это семейство Acrochordidae, и возможно эти два семейства вместе составляют кладу сестринскую ко всем остальным Colubroidea.
- Китайские ужи Achalinus Peters, 1869.
- Губастые ужи Fimbrios Smith, 1921.
- Филиппинские оксирабдиумы Oxyrhabdium.
- Parafimbrios Teynié, David, Lottier, Le, Vidal & Nguyen 2015.
- Ужи Столички Stoliczkia Jerdon, 1870.
- Ксенодермы Xenodermus Reinhardt, 1836.
- Ксилофисы Xylophis Beddome, 1878.